# 北京二環路

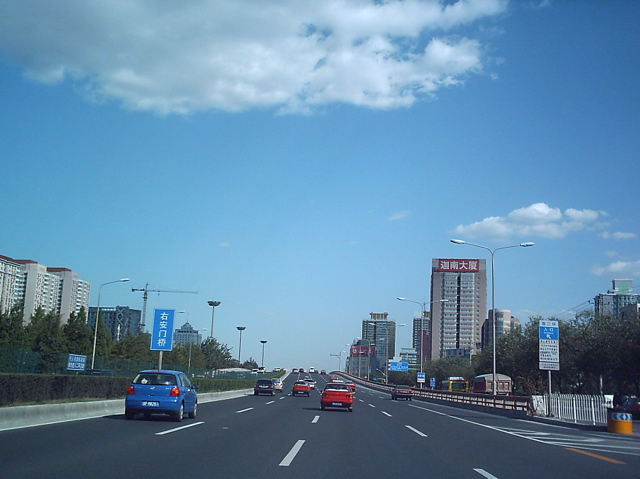
北京二環路 (南二環路, 2004年撮影)

北京二環路（ペキン-にかんろ, 中文表記: 北京二环路, 英文表記: The 2nd Ring Road, èr huán lù）は、中華人民共和国北京市の環状道路。北京中心部から数キロメートル離れた道路である。北京二環路は、2つの部分に分けることができる。元々の環状道路（この南部分は現在の環状道路から分離されている）、新しく拡張された環状道路である。本文は、現在の北京二環路について触れる。

## 歴史と地理
北京二環路は、おおむね北京の城門と城壁が撤去された跡地に建設された。道路の多くの部分は、現在一部が残っている以前の城門から名付けられた。西便門、東便門、徳勝門、(再建された)永定門などが含まれる。城壁の解体は中華人民共和国成立後の地下鉄の整備計画にも関係している。

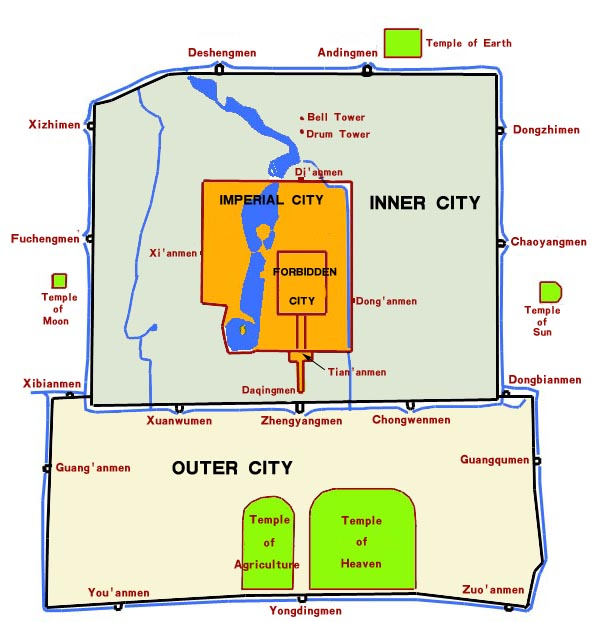
北京の城壁

北京二環路は、以前の城壁の場所に造られたと言われてきたが、新旧の北京の地図を比較してみると、それは正確ではないことがわかる。道路はむしろ城壁を囲む掘の場所に位置している。北京二環路は、最終的に1980年代に完成した。
信号機は1990年代に撤去され、いくつかの新しい立体交差が造られた。北京二環路は、市の信号機がない最初の環状道路となった。
2001年に、北京二環路は全面的な再舗装を含む改良工事が行われた。緑化や景観の改善が同時に行われた。
北京地下鉄の2号線は北京二環路の下に位置しており、この地下鉄の駅の多くは道路の両側に出入口がある。

### 旧二環路
以前の"旧二環路"は、やや楕円形である。北西部は西直門を、北東部は東直門を、南西部は西便門、そして南東部の東便門を通過する。その南部は天安門広場の南端にて、前門を通過するいわゆる"Metro Road"の南端に接続する。

### 新二環路
新二環路は、旧二環路の西部と東部の単純な拡張である。東便門と西便門を越えて拡張され、南東で左安門に、南西で複雑な菜戸営の陸橋に到達する。拡張部分は、しばらくの間external 2nd Ring Roadとして知られていたが、最近ではそのように呼ばれなくなってきている。

### 城門と北京二環路
北京二環路は、1950年代から1960年代にかけて取り壊されるまで、北京を取り囲む多数の城門を通り抜けていた。例えば以下がある:
- 西直門
- 徳勝門
- 安定門
- 東直門
- 朝陽門
- 東便門
- 永定門
- 西便門
- 復興門
- 阜成門

現在では徳勝門、東便門、永定門、西便門のみが残っている(永定門は2005年に再建された)。
内側の北京二環路("Metro Road")が通過する城門は以下である:
- 崇文門
- 正陽門
- 宣武門

正陽門のみが現在も残っている。

## 道路の状況

### 路面状況
1980年代に最初に造られた時、北京二環路の設計は交通量をさばくのに十分であった。しかし、20世紀末に交通量が激増するに従って状況が急速に悪化した。2001年の改良工事以降は路面の凸凹が減り快適になった。

### 市中心部への立地
以前より改善してはいるが、市の中心部に位置しているため北京二環路も交通のボトルネックとなっている。
交通渋滞は日常茶飯事である。高速道路と直接繋がっていなかったため、北京二環路を離れるのが難しかった。制限速度は80 km/hである。速度取締は頻繁に行われており、カメラが稼働している。それらの場所のいくつかは明らかであるが、いくつかは橋の下や物陰に隠されている。

### 交通渋滞
北京二環路の交通渋滞は、北京市民の日常になっている。それでも、渋滞の激しさは変化する。
北二環路の安定門と小街橋間、徳勝門周辺はしばしば渋滞する。東二環路と西二環路の北側部分は交通集中が起こると一時的に駐車場のようになる。南二環路はかなりましである。
菜戸営から左安門までの南二環道は比較的渋滞せず、しばしばスムーズに通過できる。
北京二環路はしばしば混雑するが、北京三環路とは異なり、全く動かなくなることはない。北京三環路は、交差道路に信号機があるダイヤモンド型のインターチェンジを採用している。これらのインターチェンジは渋滞を生じ、動かない状態を作り出す。北京二環路は代わりに、信号機がなく停止せずに通過可能なクローバー型のインターチェンジを採用しているため、渋滞が緩和されている。

### 渋滞表示板
北京二環路の至るところに電光掲示板が設置されており、現在の交通状況を表示している。現在、簡体字でのみ情報提供されている。
西二環路には"スマート"電光掲示板が設置され、5分毎に表示が更新される。交通状況は継続的に観測されて地図上に表示され、道路の様々な場所の状況をドライバーに知らせている。現在、積水潭、西直門、長安街の復興門にこの電光掲示板が設置されている。
中国語表示は外国人ドライバーにとって全く意味をなさない事もあるが、文字は色分けされており、外国人がいくらか道路状況を理解しやすくなっている。

## 高速道路との接続
北京機場高速道路には、2006年に直接接続した。京瀋高速道路, 京津塘高速道路,  京承高速道路は、北京二環路とは直接繋がっていない。
京開高速道路的な菜戸営立体交差に向かって北に進むと容易にアクセスできる。建国門は、京通快速道路と京哈高速道路に接続している。一方八達嶺高速道路は、徳勝門から北に向かうことでアクセス可能である。

## インターチェンジなど
[北二環路から時計回り方向]
注意:
- 時計回り方向のみの出口 ↩; 反時計回り方向, ↪; 未開通, ✕
- インターチェンジ: ↗ (✕ = 未開通)

### 北二環路
- ↗ 北太平荘, 新街口 (積水潭橋)
- ↗ 馬甸, 八達嶺高速道路に直接接続 (徳勝門橋)
- ↗ 安華橋 (鼓楼橋, 鐘鼓北橋)
- ↗ 蒋宅口 (安定門橋)
- ↗ 雍和宮, 北新橋 (雍和宮橋)
- ↗ 和平里 (小街橋)
- ↗ 北京空港高速道路

### 東二環路
- ↗ 農展橋, 北新橋 (東直門橋)
- ↗ 長虹橋, 寛街 (東四十条橋)
- ↗ 東大橋 (朝陽門橋)
- ↗ 東単, 国貿橋 (建国門橋)
- ↗ (東便門橋)
- ↗ (広渠門橋)
- ↗ 天壇 (光明橋)

### 南二環路
- ↗ (左安門橋)
- ↗ 崇文門 (蒲黄楡/玉蜓橋)
- ↗ (景泰橋)
- ↗ (永定門橋)
- ↗ (陶然橋)
- ↗ (開陽橋)
- ↗ 京開高速道路, 麗沢橋 (菜戸営橋)

### 西二環路
- ↗ (白紙坊橋)
- ↗ (広安門橋)
- ↗ (天寧寺橋, 西便門橋)
- ↗ (復興門橋)
- ↗ (月壇南橋, 月壇北橋)
- ↗ (阜成門橋)
- ↗ (官園橋)
- ↗ (西直門橋)